# Konrad Kachelofen
Konrad Kachelofen (Varsberg, 1450 – Lipsia, 1529) è stato un tipografo, editore e libraio tedesco.
Fu uno dei primi tipografi di Lipsia dell'epoca degli incunaboli.

## Biografia
Konrad Kachelofen ottenne la cittadinanza di Lipsia nel 1476 e lavorò inizialmente come commerciante di carta e vino. In questo modo acquisì un capitale considerevole, che costituì la base del suo successo duraturo come tipografo, editore e libraio. Oltre alla tipografia di Lipsia, Kachelofen gestiva anche una libreria annessa alla sua officina e una piccola enoteca.
Non è possibile determinare con assoluta certezza quando sia iniziata la sua attività di tipografo. Secondo le conoscenze attuali, la prima opera stampata sembra essere stata la Passio Pragensium, completata il 1° ottobre 1483. Dal 1489 Kachelofen lavorò anche come tipografo a contratto, tra l'altro per conto del libraio Johann Schmiedhöfer, che era contabile di Peter Drach, attivo soprattutto in Boemia e Moravia. Nel 1495 un'epidemia di peste lo costrinse a fuggire da Lipsia. Si trasferì a Freiberg portando seco tutti i caratteri tipografici e le pressa necessari per la sua attività di tipografo. Qui, nel novembre dello stesso anno, completò il Missale Misnense. L'incarico di realizzare questo messale per la Diocesi di Meißen gli era stato affidato dal vescovo locale Giovanni Vi di Saalhausen. 
Al più tardi nel 1497 Konrad Kachelofen tornò a Lipsia. Suo genero Melchior Lotter il Vecchio era coinvolto nella tipografia dal 1500 circa. Kachelofen si ritirò probabilmente nel 1516 dall'attività lavorativa. 
Melchior Lotter continuò a gestire l'azienda quando Kachelofen morì, probabilmente nel 1529 a Lipsia.

## Attività

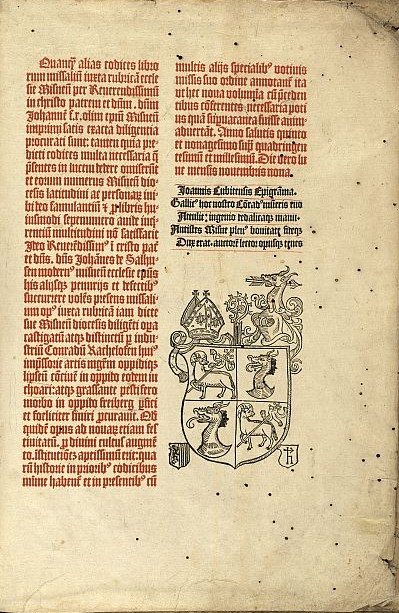
Missale Misnense, Stampato da Konrad Kachelofen nel 1495; Colophon

Il catalogo editoriale di Kachelofen era ampio e variegato nei contenuti e rivolgeva un'attenzione particolare alle opere in lingua latina. Stampò i testi teologici e filosofici più diffusi dell'epoca (tra cui quelli di Tommaso d'Aquino e Alberto Magno), oltre a dizionari e libri scolastici e testi classici di autori antichi (ad esempio: Platone, Ovidio e Seneca). Questi ultimi erano solitamente destinati all'Università di Lipsia. Kachelofen pubblicò anche alcune opere di umanisti contemporanei (ad esempio: Paulus Niavis, Conrad Celtis e Poggio Bracciolini). Konrad Celtis era legato da stretti rapporti personali a lui e al suo fratellastro, il tipografo Johann Kachelofen di Ingolstadt. Tra gli scritti liturgici, Konrad Kachelofen stampò tra l'altro un salterio in lingua tedesca, un salterio in latino, il Missale Misnense, completato durante l'esilio a Freiberg, e il Missale Pragense.
Anche alcuni titoli in lingua tedesca provenivano dalla sua officina di Lipsia. Tra questi figurano il già citato salterio in lingua tedesca, le prediche di Johannes Tauler, Ackermann von Böhmen di Johannes von Saaz, Rechnung auf alle Kaufmannschaft di Johannes Widmann e i titoli Freidanck e Salomon und Marcolf. Sono inoltre conservati alcuni fogli sparsi in lingua tedesca.
Konrad Kachelofen possedeva oltre una dozzina di alfabeti di diversi tipi e disponeva inoltre di numerosi caratteri lombardi e tre marchi tipografici (anche: firme tipografiche). Il più famoso di questi marchi tipografici raffigura un turco barbuto inginocchiato che tiene lo stemma della città di Lipsia e il marchio personale di Konrad Kachelofen. Come modello è stata utilizzata un'incisione su rame di Martin Schongauer.